# Cinema azero

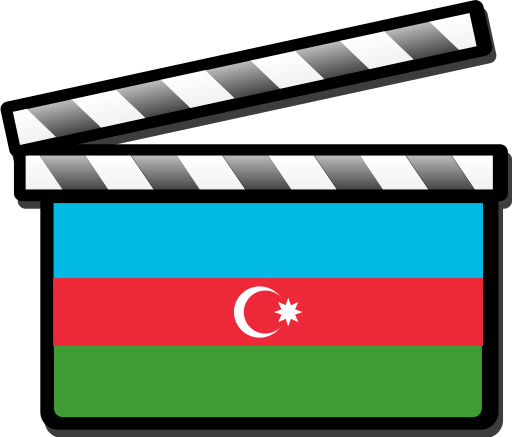

Il cinema azero risale al XIX secolo. L'Azerbaigian è stato infatti uno tra i primi paesi al mondo a essere coinvolto nella cinematografia. Il primo film azero fu un film muto di 30 secondi chiamato Balaxanıda neft fontanı (in inglese The Oil Gush Fire in Bibiheybat) che è stato registrato usando il cinematografo.

## Storia

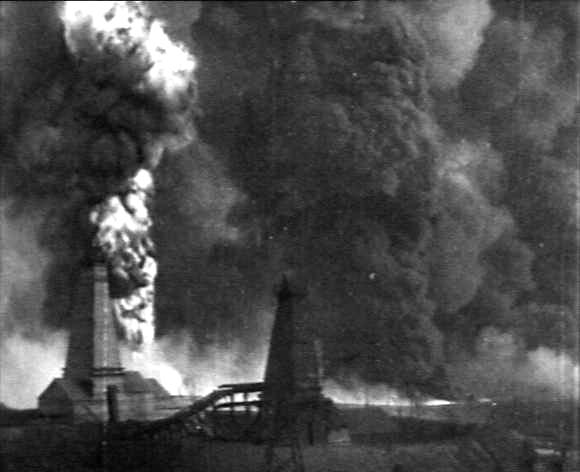
Balaxanıda neft fontanı diretto da Alexandre Michon.

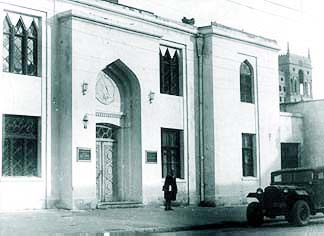
Il primo studio cinematografico a Baku fondato negli anni '20. L'ubicazione dello studio era dietro il Palazzo del Governo a Baku. L'edificio non esiste più.

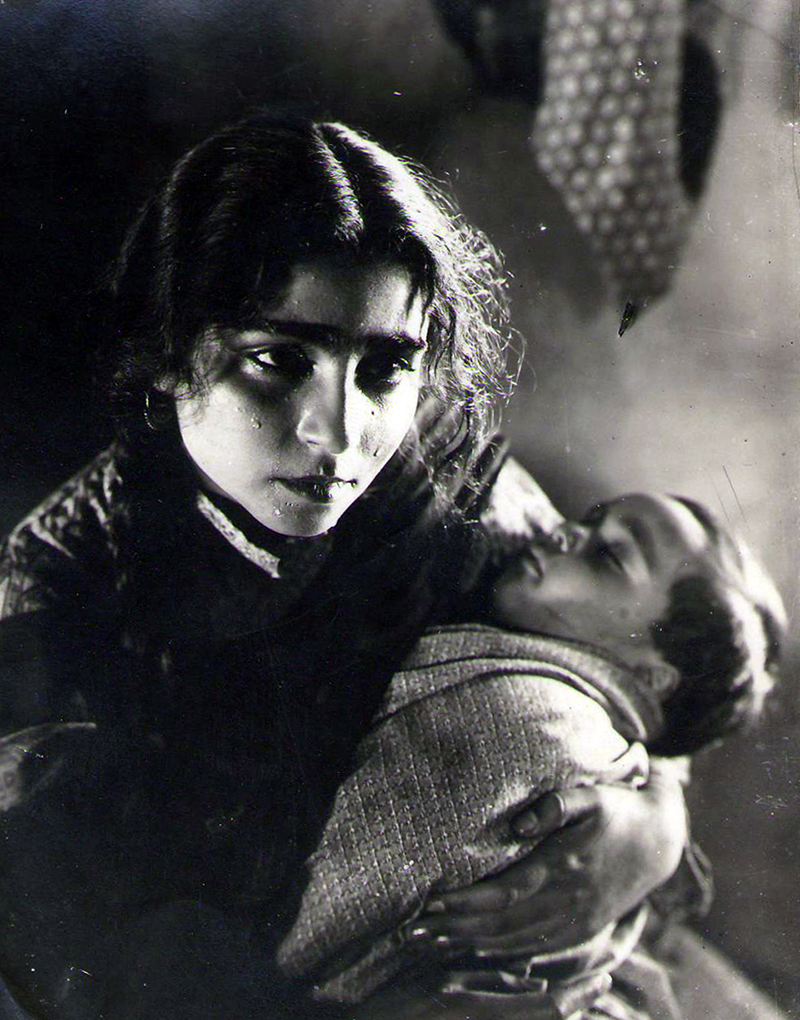
Film "Sevil" nel 1932.

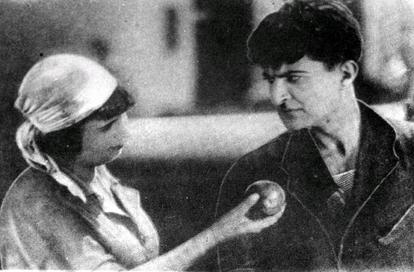
Film "Gioco d'amore" nel 1935.

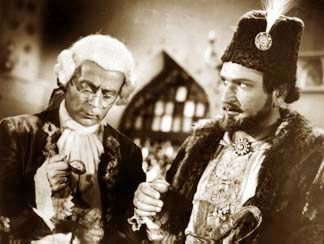
Film "Fatali khan" nel 1947.

L'industria cinematografica in Azerbaigian risale al 1898. L''Azerbaigian fu infatti tra i primi paesi coinvolti nella cinematografia. All'inizio del XIX secolo la capitale azera, Baku, produceva più del 50% della fornitura mondiale di petrolio e proprio come oggi, l'industria petrolifera attirava stranieri desiderosi di investire e lavorare.
Un fotografo e cameraman francese di nome Alexandre Michon fu tra i primi imprenditori che arrivarono e che si stabilirono a Baku e si ritiene che abbia vissuto a Baku per più di 25 anni dove aprì uno studio fotografico. Michon divenne attivo nella formazione di un circolo fotografico scientifico a Baku del quale divenne il suo segretario. Dal 1879 al 1905 documentò i paesaggi, gli episodi dell'estrazione del petrolio, il processo di raffinazione, nonché gli zampilli di petrolio e gli incendi terrificanti che scoppiavano nei campi petroliferi. Nel 1898, Michon iniziò a girare film che raffiguravano la vita quotidiana a Baku e fu sua intenzione esporli a Parigi.
I filmati di Michon esistono ancora aggiornati negli archivi dell'Unione delle Cinematografi dell'Azerbaigian. Il film "La danza popolare del Caucaso" (titolo in italiano) è stato successivamente utilizzato in un documentario e le scene di Balaxanıda neft fontanı sono state proiettate in Francia nel 1995, in un film sul 100º anniversario del cinema mondiale.
L'annuncio del giornale sui film di Michon:
"Domenica 2 agosto 1898, A. Michon, mostrerà alcune immagini in movimento che ha ripreso con una cinepresa Lumière e che è stato migliorato dall'ingegnere Jules Carpentier. Questi film del Caucaso e dell'Asia centrale sono stati preparati per la prossima Esposizione Internazionale di Parigi e saranno presentati una sola volta a Baku al VI Vasilyev-Vyatski Circus Theatre.
"Verranno proiettati i seguenti film: Incendio derivante da un gusher di petrolio al giacimento petrolifero di Bibi-Heybat, Cerimonia di congedo per Sua Maestà l'Emiro di Bukhara su un battello a vapore" Velikiy Kniaz Alexei", una danza popolare del Caucaso, e scene della commedia, 'So, You Got Caught', che è stato eseguito di recente in uno dei parchi di Baku. Per informazioni più dettagliate, vedere i poster. L'evento inizia alle 21:00 (9 p.m.). "
L'evento fu un enorme successo e Michon lo ripropose il 5 agosto, sostituendo gli ultimi due lavori con quelli che mostravano la vita a Balakhani fuori Baku.
Il filmato di Michon esiste ancora. "Folk Dance of the Caucasus" è stato successivamente utilizzato in un documentario e le scene di "Oil Gush Fire in Bibi-Heybat" sono state proiettate in Francia nel 1995, in un film che commemora il 100º anniversario del cinema mondiale. Il 27 novembre 1899 lo scrittore, scienziato e attivista sociale Hasan Zardabi nel "Kaspi" intitolava un articolo in cui scriveva: "Ora abbiamo tra le mani una macchina giocattolo chiamata "cinematografo". Questa meravigliosa macchina è stata prodotta solo poco tempo fa e dà l'impressione di essere solo un giocattolo. Puoi trovare questa macchina che si chiama 'stroboscopio' in molti negozi di ottica".

## Inizio XX secolo
Nel 1915 i fratelli Pirone del Belgio fondarono a Baku un laboratorio di produzione cinematografica. Invitarono il regista Boris Svetlov di San Pietroburgo (Russia) a lavorare per loro e a produrre The Woman, An Hour before His Death e An Old Story in a New Manner (titolo in inglese). Fu Svetlov a dirigere anche il film intitolato V carstve nefti i millionov, che in seguito divenne famoso. L'attore azero Huseyn Arablinski interpretò Lutfali, il ruolo principale in questo film.
Nel 1916 La prima versione dell'operetta "Arshin Mal Alan" fu diretta da Svetlov. Durante quest'epoca di film "muti" le selezioni musicali erano eseguite da musicisti interni. Due dei ruoli femminili nel film furono interpretati da uomini. Gulchohra fu interpretata da Ahmad Aghdamski e la zia Jahan fu interpretata da Y. Narimanov.
Nel 1919, durante la breve Repubblica Democratica dell'Azerbaigian, un documentario intitolato La celebrazione dell'anniversario dell'indipendenza dell'Azerbaigian fu girato nel giorno dell'indipendenza dell'Azerbaigian, il 28 maggio, e fu presentato in anteprima nel giugno 1919 in diversi teatri di Baku.

## Periodo sovietico

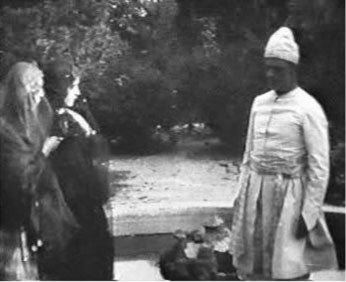
Primo film sovietico azero La leggenda della Torre della Vergine (1924)

Dopo l'istituzione del potere sovietico nel 1920, Nariman Narimanov, presidente del Comitato rivoluzionario dell'Azerbaigian, firmò un decreto che nazionalizzava il cinema azero. Il Commissariato dell'educazione del Popolo, che funzionava similmente come un ministero, creò un dipartimento artistico che includeva una sezione cinematografica guidata da Hanafi Teregulov e Muslim Magomayev, un noto compositore e cantante d'opera. Nel 1922 il governo dell'Azerbaigian decise di creare la prima fabbrica cinematografica che divenne il precursore dell'attuale studio cinematografico Azerbaycanfilm.
Nel 1923 fu istituita l'Azerbaijan Photo Film Institution (APFI) con un decreto speciale del Consiglio dei Commissari del Popolo. L'Istituto controllava tutti i cinema e gli uffici di distribuzione. Iniziò così una nuova epoca nella storia del cinema azero, un periodo in cui l'ideologia sovietica e non l'imprenditorialità individuale, dominava l'industria cinematografica.
L'APFI girò il suo primo film "La leggenda della Torre della Vergine" nel 1924 Questo fu il primo film sovietico azero ed era basato sulla leggenda della Torre della Vergine.
Negli anni '30, il regista russo Boris Barnet girò Vicino al mare più azzurro, in Azerbaigian. Il film, ambientato su una delle isole azere nel Mar Caspio, ebbe fama dalla critica cinematografica moderna.

## Gli anni '40
Nel 1940 i registi Mikhail Mikhailov e Vladimir Yeremeyev girarono un documentario intitolato Ventesima Primavera in occasione del 20º anniversario dell'istituzione del governo sovietico in Azerbaigian. Durante la seconda guerra mondiale nel 1941 e nel 1942 i cortometraggi sonori "Il figlio della patria" e Bakhtiyar (regista A. Guliyev), erano dedicati agli eroi Kamal Gasimov e Bakhtiyar Karimov i quali furono fucilati. Negli stessi anni "Sabuhi" che rifletteva sulla vita e nell'attività di Mirza Fatali Akhundov fu creato dal regista A.I.Bek-Nazarov e Rza Tahmasib. Nel 1943 i registi G.V. Aleksandrov, R.Tahmasib e M.Mikayilov girarono le tre parti "Una Famiglia" e "Il Sottomarino T-9". Questi film erano dedicati all'eroismo dei marinai al tempo della seconda guerra mondiale. Negli anni '40 un gruppo di registi e operatori di documentari andò in prima linea e registrò l'eroismo dei soldati. Tra il 1943 e il 1945 "Per la Patria" (I.Afandiyev), "Cura" (A.Guliyev), e "Risposta alla lettera" e "I Caspici" (G.V. Aleksandrov e N.I. Bolshakov), devoti all'eroismo dei marinai del Caspio che furono fucilati. Nel 1945 il regista Husein Seyidzade girò il documentario a figura intera "Paese dei fuochi eterni" per il 25º anniversario dell'istituzione del governo dei Soviet. Nello stesso anno andò in onda nuovamente sullo schermo la commedia musicale “Arshin Mal Alan” di U.Hajibeyov. I registi Rza Tahmasib e Nicolay Leshenko realizzarono una brillante commedia realistica mantenendo lo stile nazionale e il senso dell'umorismo azero. Il film ebbe successo non solo in Azerbaigian e URSS, ma in molti paesi del mondo. "Arshin Mal Alan" fu scelto dai registi R.Tahmasib e N.Leshenko, dal compositore Uzeyir Hajibeyov e dagli attori Rashid Behbudov, Leyla Badirbayli, Adila Huseynzade, Munevver Kalantarli e Lutfali Abdullayev per un premio di Stato dell'URSS nel 1946. Negli anni del dopoguerra iniziarono ad essere pubblicati i cinegiornali "Giovane generazione" e "Soviet Azerbaigian".

## Gli anni '50
Alla fine degli anni '40 e all'inizio degli anni '50 lo stile principale dello studio cinematografico di Baku era artistico-documentaristico e pubblicitario. Durante questo periodo furono girati "Fatali Khan" (1947, regista V.I.Dzigan) e "Le Luci di Baku" (1950, registi I.V.Xeyfits, A.G.Zarkhi e R.Tahmasib). A metà degli anni '50 iniziò una nuova fase dello sviluppo dei film azeri. Lo sviluppo dell'industria cinematografica portò all'ampliamento dei loro soggetti in quegli anni. I soggetti del film includevano principalmente il lavoro e la vita dei lavoratori, degli agricoltori collettivi e altri. "Sotto il sole cocente" (1957, regista L.Safarov), "Pietre Nere" (1958, regista A.Quliyev), "Le Ombre sono striscianti" (1958, registi I.Afandiyev e Sh.Sheykhov), "Il suo grande cuore" (1959, regista A.Ibrahimov), "Un Vero Amico" (1959, T.Tagizade), "Potrebbe essere perdonato" (1960, regista Tahmasib), "La Nostra Strada" (1961, regista A.Atakishiyev), "Un grande molo" (1962, regista H.Ismayilov), "Una ragazza al telefono", "There Is Such An Such Island As Well" (titolo tradotto in inglese) 1962,1963, regista H.Seyidbayli), "Matrigna"(1959, regista H. Ismayilov) sono brillanti esempi di film azeri girati in questi anni. Nel 1950 fu realizzato il documentario a colori "Azerbaigian sovietico" (registi M.Dadashov, F.Kiselyov) in occasione del 30º anniversario della vittoria del governo sovietico in Azerbaigian. Questo film vinse il premio speciale del festival internazionale del cinema di Cannes (Francia) nel 1951. "Nel golfo intitolato a S.M.Kirov", "Colui che cerca troverà" (1955, 1969, registi S.Mammadov), "Lungo la via della felicità" "Il nostro Azerbaigian" (1957, 1959, regista M.Dadashov). "Baku e i suoi residenti" (1957, regista L.Safarov), "Primavera della cultura dell'Azerbaigian" (1960, registi Ch.Mammadov, Kh.Babayev), "MFAkhundov" (1962, regista N.Badalov)." Epos sul lavoratore dell'industria petrolifera del Caspio "(1953) e "Conquistatori del mare"(1959) sono stati realizzati dal regista di fama mondiale R.L.Karmen nel "Baki kinostudiyasi" (studio cinematografico di Baku). Per queste opere gli fu conferito il premio Lenin (1960). "Two Boys Of The Same Block" (titolo in inglese, registi A.Ibrahimov e IVGurin, cameramen M.M.Pilikhina e R.Odjagov, compositore G.Garayev) parla della lotta di una nazione orientale per la libertà e la democrazia. "On Distant Shores", dedicato al coraggioso guerrigliero Mehdi Huseynzade (1958, regista T.Tagizade), è uno dei successi dell'Azerbaigian, oltre che ex film sovietico.

## Cinema nella Repubblica dell'Azerbaigian
Nel 1991, dopo l'indipendenza dell'Azerbaigian dall'Unione Sovietica, si tenne a Baku il primo Baku International Film Festival East-West. Nel dicembre 2000, l'ex presidente dell'Azerbaigian, Heydar Aliyev,firmò un decreto che proclamava il 2 agosto come vacanza lavorativa per i registi dell'Azerbaigian.
Con il crollo dell'Unione Sovietica, i registi azeri affrontano problemi simili a quelle affrontati da cineasti prima della creazione dell'Unione Sovietica nel 1920. Ancora una volta, sia la scelta dei contenuti che la sponsorizzazione dei film sono in gran parte lasciate all'iniziativa del regista.
Nel 1995 il regista Rustam Ibrahimbeyov ha vinto un Academy Award per Sole ingannatore come miglior film straniero. Questo momento è descritto come uno degli eventi più orgogliosi della storia del cinema azero.. Altri film azeri noti Səpələnmiş ölümlər arasında (2020) del regista Hilal Baydarov.